# Albert Tarrats i Farrerons
Albert Tarrats i Farrerons (les Borges Blanques, 1943 - les Borges Blanques, 6 de gener de 2022) va ser un militant independentista, activista cultural i restaurador català.

## Biografia
Tarrats va ser militant del Front Nacional de Catalunya durant el franquisme, convertint casa seva en un indret segur per a les reunions clandestines. Va ser impulsor d'Unió de Pagesos a Ponent i creador d'iniciatives culturals borgenques com la discoteca Groc dels anys 1970 i, al costat de la seua esposa Dolors Solé, de la Cafeteria Slàvia el 1994, amb l'accent posat aleshores en el jazz i el blues, esdevenint un referent ineludible de la música en directe.
També va participar en projectes col·lectius al servei de la construcció nacional dels Països Catalans, com Ràdio Ponent, on va formar part de la junta rectora entre els anys 1985 i 1987.